# ユーグ (ブルゴーニュ伯)
ユーグ3世・ド・シャロン（フランス語：Hugues III de Chalon, 1220年 - 1266年）は、シャロン伯ジャン1世とその最初の妃でブルゴーニュ公ユーグ3世の娘マオーの息子。1236年11月1日に16歳で後のブルゴーニュ女伯アリックスと結婚し、ブルゴーニュ伯となった。
ユーグとアリックスの間には以下の子女が生まれた。
- オトン4世（1248年ごろ - 1302年）[1] - ブルゴーニュ伯
- ユーグ - モンブリゾンおよびアスプルモンの領主。サヴォイア伯アメデーオ5世の娘ボーナと結婚。
- エティエンヌ（1299年没）
- ルノー（1260年ごろ - 1321年） - ギュメット・ド・ヌーシャテルと結婚し、モンベリアル伯となる[2]。
- アンリ
- ジャン（1302年没） - モンテギュ領主
- アリックス - フォントヴロー修道院の修道女
- エリザベート（1275年没） - 1250年にキーブルク伯ハルトマン5世と結婚
- イッポリト - サン＝ヴァリエ女領主。ヴァランティノワ伯エイマー4世・ド・ポワティエと結婚
- ギヨンヌ（1316年没） - ピエモンテ領主トンマーゾ3世・ディ・サヴォイアと結婚[3]
- マルグリット - フォントヴロー修道院の修道女
- アニェス - サン＝トーバン女領主。パニー領主フィリップ２世・ド・ヴィエンヌと結婚。

妃でブルゴーニュ女伯のアリックスは、ユーグの死から1年後にサヴォイア伯フィリップ1世と再婚し、ユーグの息子オトン4世が跡を継いだ。